# لويد كول
لويد كول (بالإنجليزية: Lloyd Cole)‏ هو مغني ومغن مؤلف بريطاني، ولد في 31 يناير 1961 في باكيستون في المملكة المتحدة.

## وصلات خارجية
- الموقع الرسمي
- لويد كول على موقع IMDb (الإنجليزية)
- لويد كول على موقع ميوزك برينز (الإنجليزية)
- لويد كول على موقع أول ميوزيك (الإنجليزية)
- لويد كول على موقع ديسكوغز (الإنجليزية)